# Диана Попова
Диана Николаева Попова е български изкуствовед, журналист, критик на визуалните изкуства, куратор на десетки изложби, преподавател.

## Биография
Завършила ВИИИ „Николай Павлович“ в София, специалност „изкуствознание“ през 1983 г. През 1990-те години работи като редактор във вестник „Култура“. В критическите си статии изследва широк спектър от явления в миналото и съвремието на българското изкуство, като акцентира на неконвенционалното, иновативното, концептуалното. В работата си като редактор подпомага развитието на цяла плеяда млади критици и изкуствоведи. На страниците на вестник „Култура“, както и на други периодични издания, представя изявите на новото поколение български художници и помага съществено за успешния старт на кариерата им. Активно стимулира развитието на националния дебат по проблемите на съвременното изкуство, на българската и европейската култура.
Куратор е на изложбата „Земя и небе“ (съвместно с Георги Тодоров) – покрива-тераса на „Шипка“ 6 (1989). В кураторския екип е на повечето изложби на Клуба на (вечно) младия художник в периода 1990-1993 г., както и на „N-форми. Реконструкции и интерпретации“ (1994). Куратор е на програмата „Нови тоналности на образа“ в ХГ Русе (2000), на изложбата „Антифеминизъм/антимачизъм“ (2000) и др.